# Castello di Scribla
Das Castello di Scribla, auch Torre di Scribla, Castello di Stridula oder Castello di Stregola, ist eine Burgruine normannischer Bauart aus dem 11. Jahrhundert bei Spezzano Albanese in der italienischen Region Kalabrien.

## Geschichte
Die Burg ließen ab 1044 Guaimar IV. von Salerno und der normannische Condottiere Wilhelm de Hauteville während ihrer Expedition nach Kalabrien als Festung zur Verteidigung des Esarotals erbauen. Später wurde sie die Residenz von Robert Guiskard, der 1094 eine Kolonie sarazenischer Gefangener deportieren ließ, die in Sizilien gefangen genommen worden waren. Nach dem Tode von Robert Guiskard stiftete Roger Borsa die Burg zusammen mit den umgebenden Ländereien und den Leibeigenen dem Kloster Trinità di Cava. In den Quellen ist vermerkt, dass es um 1276 ein Dorf mit 210 Einwohnern gab; spätere Quellen geben an, dass dieses Dorf im Jahre 1531 aufgegeben war, ebenso wie die Burg, die dann zu einer Ruine verfiel. Archäologische Ausgrabungen in neuerer Zeit ergaben, dass die Burg auf den Ruinen einer früheren Befestigung aus der Zeit von Kaiser Otto I. (962–973) errichtet worden sein könnte.